# Баварці

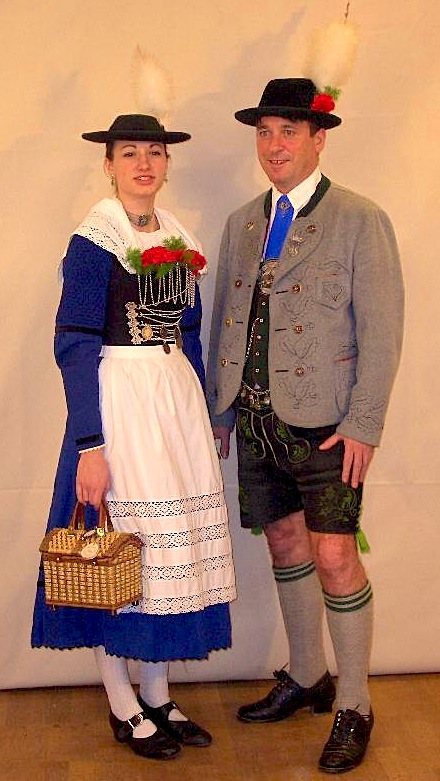
Баварці, національні костюми

Баварці (бавар. Bajuwarn, Baiuwarn) — жителі федеральної землі Баварія в Німеччині, основна з трьох народностей, які населяють цю землю. Історичні баварці походять від племені баварів. Баварці мають свій яскраво виражений діалект — баварський (Boarisch).
У баварців, як і у решти народів, існують свої національні костюми. Причому подібні вбрання деякі баварці носять не тільки у свята, але й у повсякденному житті. Для чоловіків це короткі замшеві куртки, шкіряні короткі штани, гетри, а також капелюхи  мисливської форми з витим шнуром. До капелюхів іноді вставляють пір'я чи волосяні щітки — це символізує вуса убитих ведмедів. Для жінок — це сукні з пишними спідницями.
Баварці мають безліч своїх національних звичаїв і традицій, які вони ретельно зберігають. Перша згадка про герцогство баварів належить до VI століття.